# Смесь (стихи)
«Смесь» или «Каталептон» — подборка стихотворений, которую приписывают римскому поэту Вергилию, часть Appendix Vergiliana. Мнения исследователей об авторстве расходятся; многие считают, что большая часть «Смеси» действительно была написана Вергилием в молодости. Одно стихотворение может быть отнесено к тому времени, когда поэт создавал «Энеиду».
Всего в состав «Смеси» входит 14 стихотворений. Стихотворение X является пародией на Катулла. Стихотворение XIII так отличается от остальных, что некоторые антиковеды приписывают его Горацию.